# Ashlie Kego

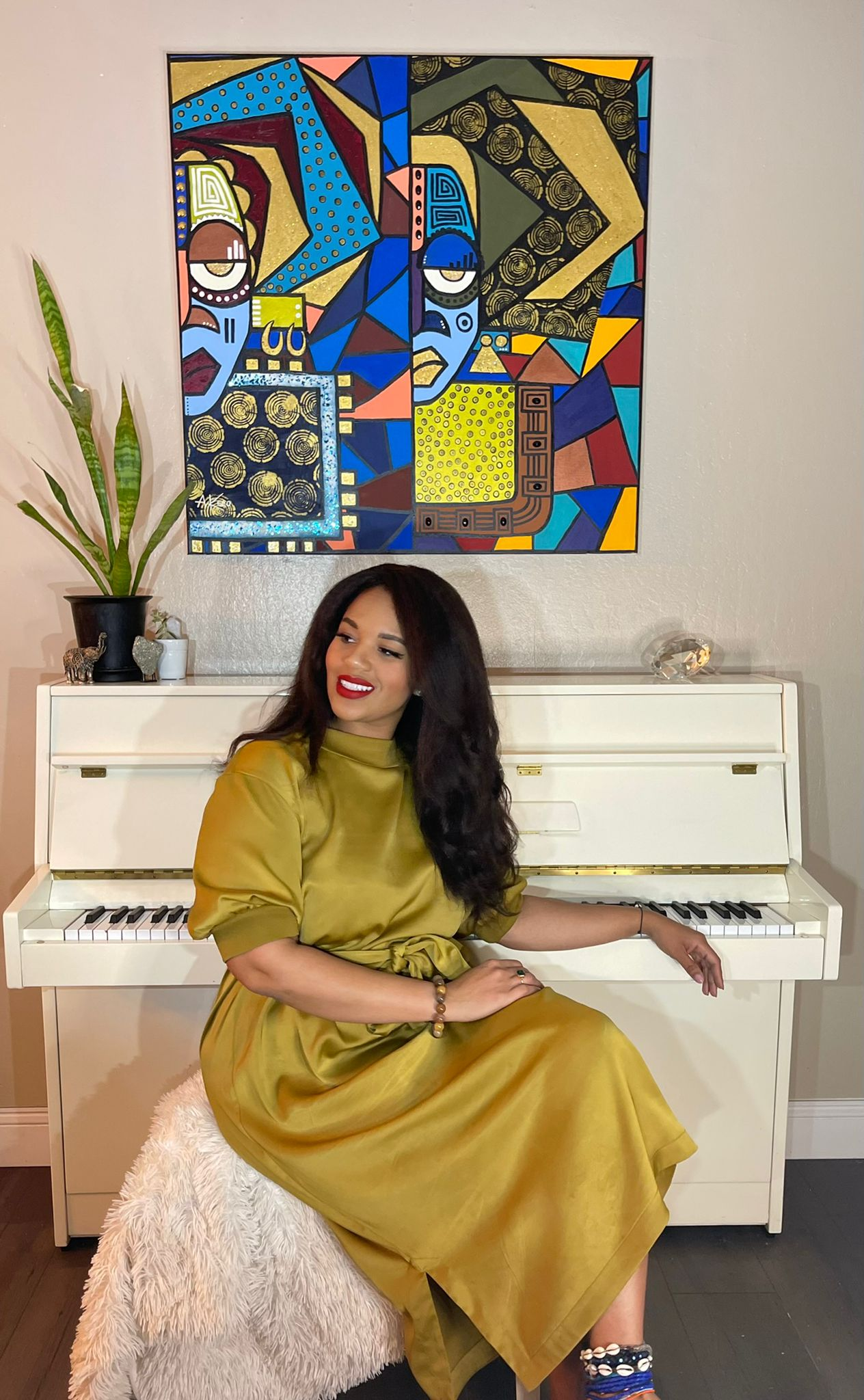

Ashlie Kego (* 1989 in Iowa City, Iowa, USA) ist eine US-amerikanische Künstlerin nigerianischer Abstammung, die Bilder im Stil der modernen Afrikanischen Kunst malt. Ihre Bilder werden in Galerien in den USA und Nigeria ausgestellt und wurden mehrfach ausgezeichnet. Neben der Tätigkeit als Malerin ist Kego als Sängerin von Pop-Musik mit afrikanischen Einflüssen in Nigeria bekannt.
Sie setzt sich ehrenamtlich für die Bekanntheit der Sichelzellkrankheit ein.

## Ausstellungen
Kegos Bilder befinden sich in mehreren Dauerausstellungen, u. a.:
- Blackhawk Art Gallery in Danville, CA, USA
- Thelma Harris Gallery in Oakland, CA, USA
- Paul Andrews Art Gallery in Lagos, Nigeria

## Bilder

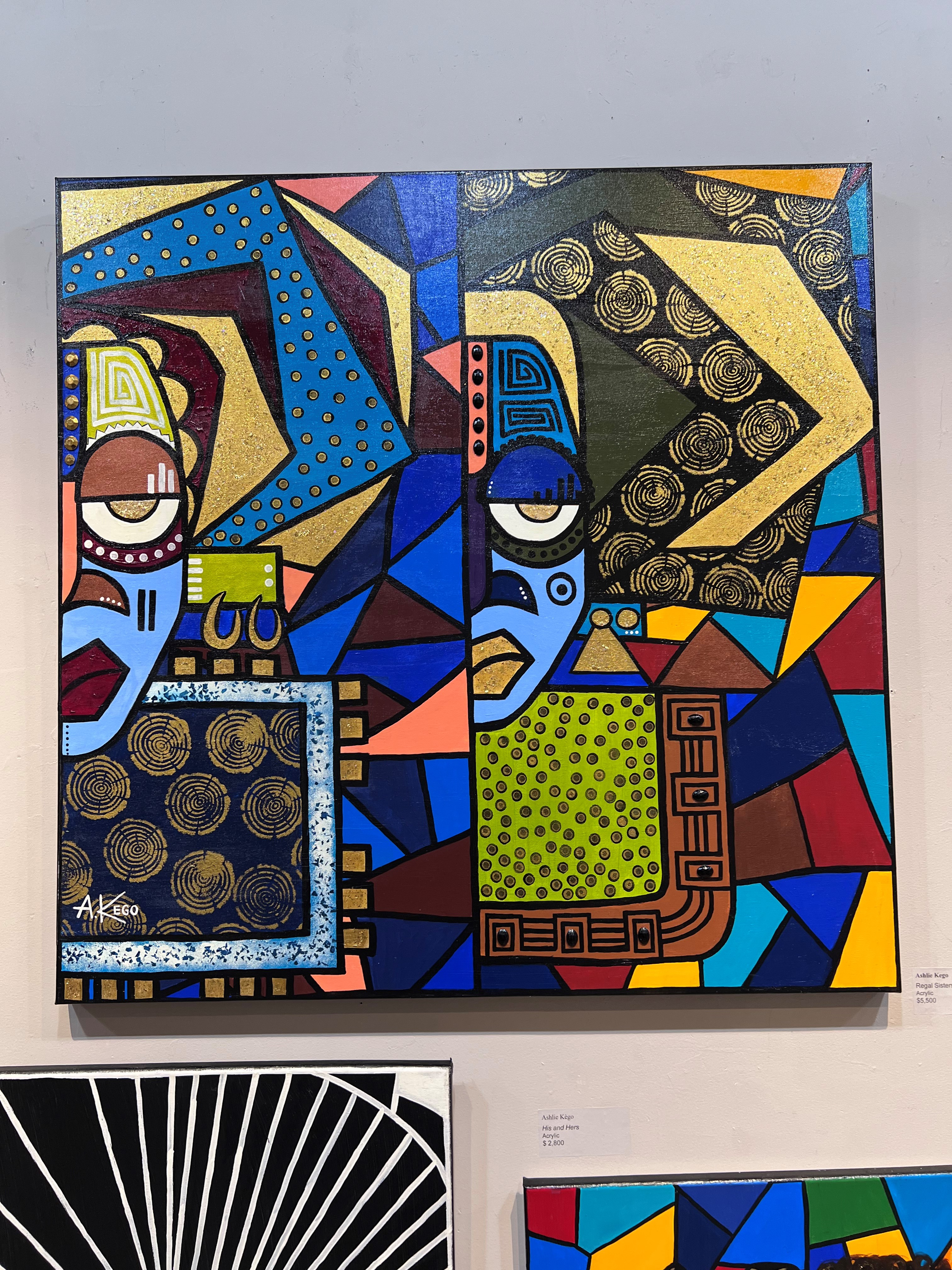
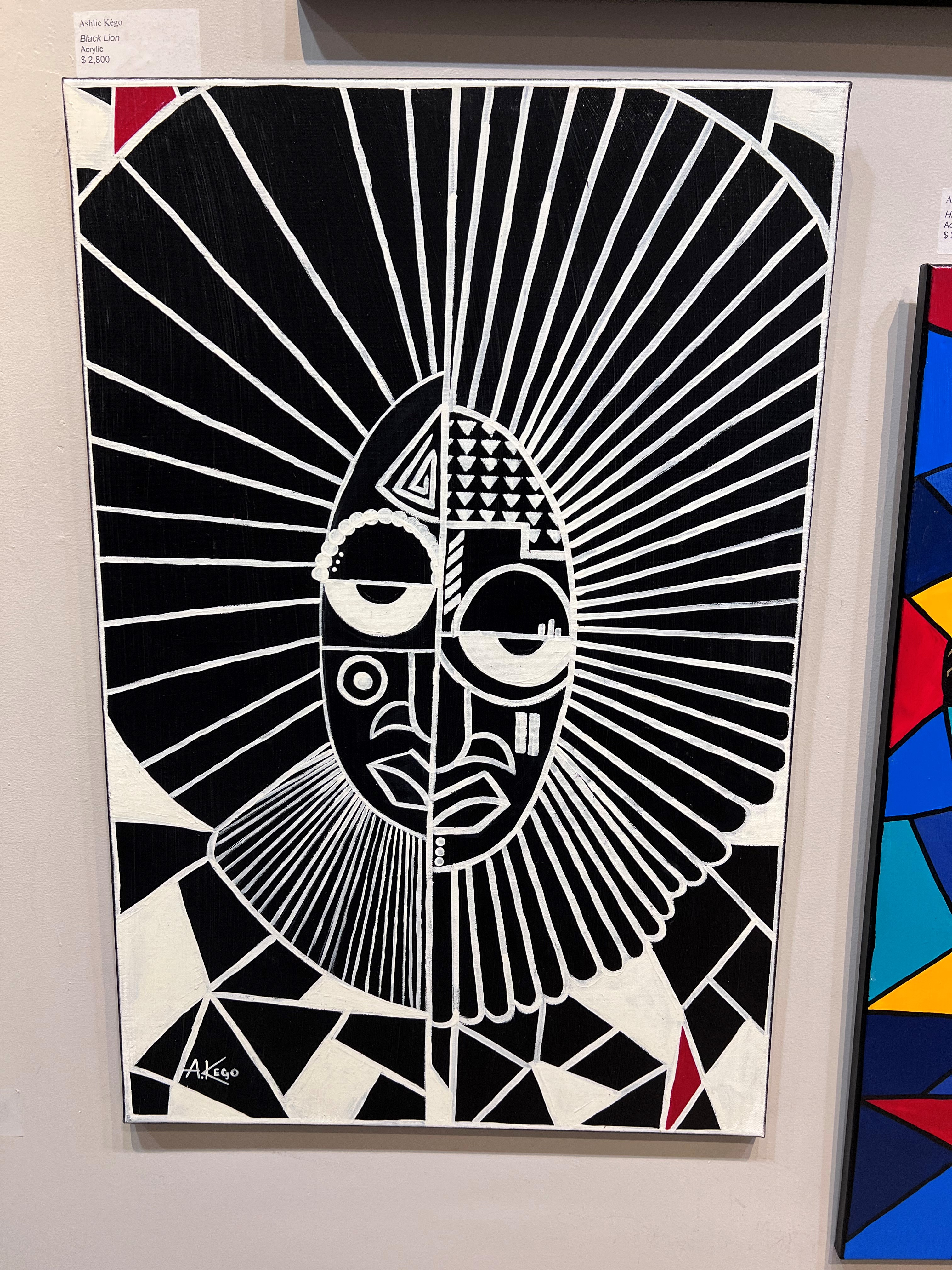
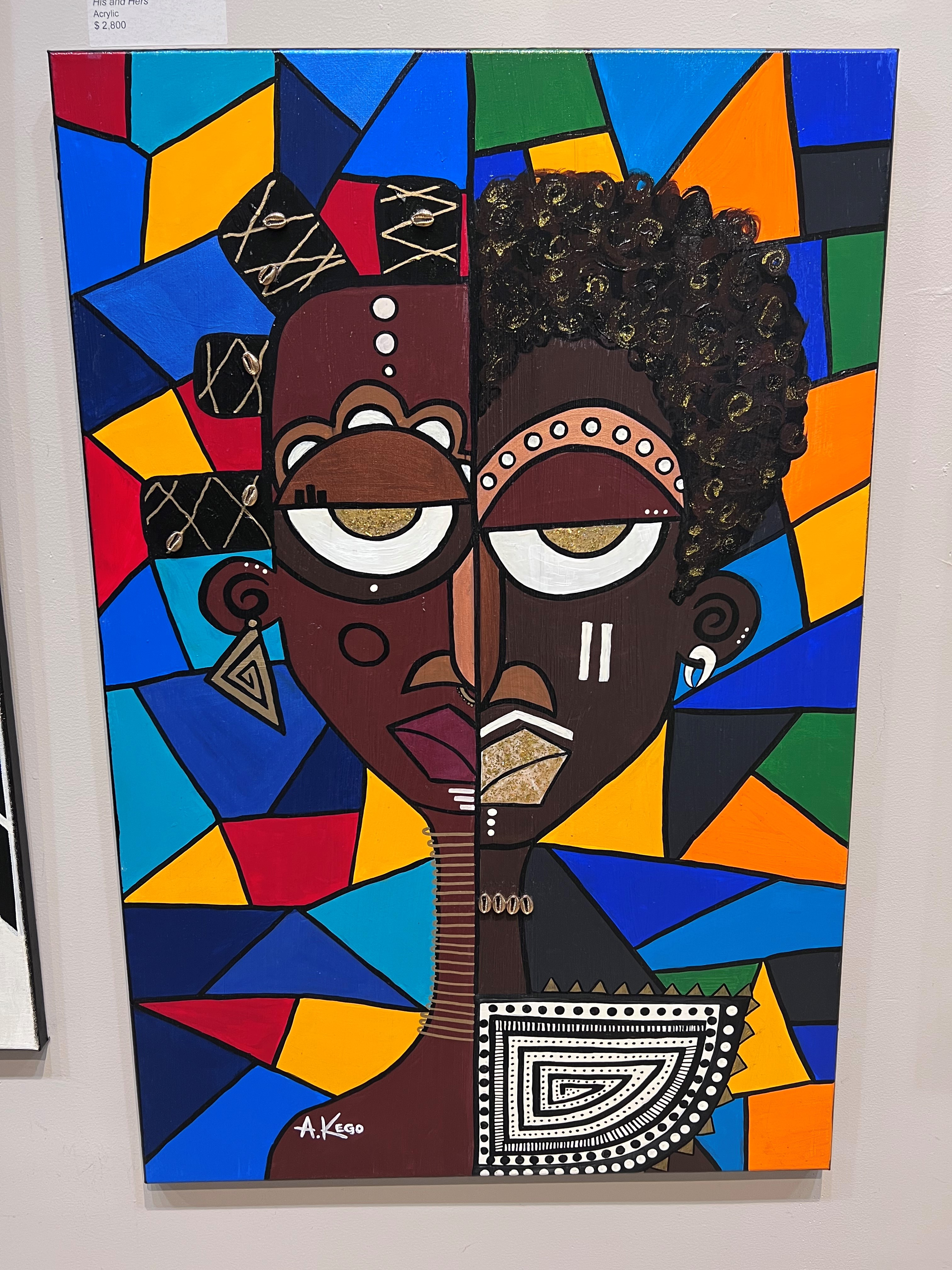